# Пэйс, Питер
Питер Пэйс (англ. Peter Pace, род. 5 ноября 1945, Нью-Йорк) — американский военный деятель, председатель Объединённого комитета начальников штабов в 2005—2007 годах, генерал.

## Биография
Родился в 1945 году в Нью-Йорке в семье выходцев из Италии. В 1967 году окончил Военно-морскую академию в Аннаполисе, в 1968 году — учебный центр Корпуса морской пехоты. В 1968—1969 годах служил командиром взвода морских пехотинцев во Вьетнаме. В 1972—1973 годах — в командировке в Таиланде. В 1973—1980 годах — на штабной работе в штабе Корпуса морской пехоты и 1-й дивизии морской пехоты США. В 1983—1985 годах — на командных должностях в той же дивизии.
В 1986 году окончил Национальный военный колледж США, командовал сухопутными войсками США в Корее, с апреля 1987 года — заместитель начальника штаба 8-й армии (также в Корее).
В 1991—1992 годах — начальник штаба 2-й дивизии морской пехоты.
В 1993—1996 годах — в командировке в Сомали и Японии.
В 1997—2000 годах командовал тремя стратегическими объединениями морской пехоты.
В 2001—2005 годах заместитель председателя ОКНШ.
В 2005—2007 годах председатель ОКНШ.
С 2007 года в отставке.